# Parapagurus trispinosus
Parapagurus trispinosus är en kräftdjursart som beskrevs av Heinrich Balss 1911. Parapagurus trispinosus ingår i släktet Parapagurus och familjen Parapaguridae. Inga underarter finns listade i Catalogue of Life.